# Джон Візерспун
Джон Візерспун (англ. John Witherspoon, 5 лютого 1723 — 15 листопада 1794) — шотландсько-американський пресвітеріанський священик, педагог, фермер, рабовласник і батько-засновник Сполучених Штатів. Візерспун прийняв концепції шотландського реалізму здорового глузду, і будучи президентом коледжу Нью-Джерсі (1768–1794; нині Прінстонський університет), став впливовою фігурою в розвитку національного характеру Сполучених Штатів. Політично активний, Візерспун був делегатом від Нью-Джерсі на Другому континентальному конгресі та підписав Декларацію незалежності від 4 липня 1776 року. Був єдиним активним священиком і єдиним президентом коледжу, який підписав Декларацію. Пізніше підписав Статті Конфедерації та підтримав ратифікацію Конституції Сполучених Штатів.
У 1789 році скликав модератора Першої генеральної асамблеї Пресвітеріанської церкви в Сполучених Штатах Америки.